# Klokan Goodfellowův
Klokan Goodfellowův (Dendrolagus goodfellowi) je druh stromového klokana, který se vyskytuje v horských deštných pralesích východní části Nové Guineje.

## Systematika a rozšíření
Druh popsal britský zoolog Oldfield Thomas v roce 1908. Druhové jméno goodfellowi je poctou britskému zoologovi a sběrateli Walteru Goodfellowovi.
Taxonomická historie druhu je poměrně komplexní. Řada publikací uvádí rozdělení klokana Goodfellowova do následujících tří poddruhů:
- D. g. goodfellowi – vyskytuje se na jižním cípu Centrálního pohoří;
- D. g. buerguersi – západní cíp Centrálního pohoří;
- D. g. pulcherrimus – Torricelliho pohoří a pohoří Bewani.

Subsp. pulcherrimus je nicméně často považován za samostatný druh Dendrolagus pulcherrimus, česky též klokan žlutohřbetý.

## Popis
Klokan Goodfellowův dosahuje výšky 56−63 cm, ocas je dlouhý 59−76 cm. Váha těla se pohybuje mezi 7−9,5 kg. Tyto rozměry z něj činí jednoho z menších stromových klokanů. Má tělo zavalitého tvaru s hustou srstí, až trochu připomíná menšího medvídka s dlouhým ocasem. Svrchní část těla je hnědočervená až karmínová. Spodina (krk, břicho) a končetiny jsou zlatavě žluté a ocas je zlatohnědě proužkovaný. Na hřbetě podél páteře se nachází dva tenké zlatavé podélné proužky.

## Biologie
Stanoviště druhu tvoří montánní tropické pralesy do 2860 m n. m. Původně byl rozšířen i v nížinatých pralesích, ty však byly z velké části vykáceny.
Patří mezi býložravce, živí se epifyty, ovocem, a výhonky stromových rostlin.

## Ohrožení
Podle Mezinárodního svazu ochrany přírody (IUCN) se jedná o ohrožený druh z důvodu pokračujícího úbytku populace následkem lovu místními domorodci a degradací habitatu. Hlavně nížinaté pralesy, kde se klokan Goodfellowův v minulosti vyskytoval, bývají přeměňovány na rýžová a pšeničná pole nebo kávové plantáže.

## Chov
V roce 2013 dosahovala početnost populace klokanů Goodfellowův v chovných zařízeních 55 jedinců. V Evropské unii se chová např. v Belgii, Francii a Německu.